# Loie Fuller
Loie Fuller, född 15 januari 1862, död 1 januari 1928, var en amerikansk dansare, operasångerska och skådespelerska. Hon var en pionjär inom modern och nutida dans. 

## Galleri

Fuller använde sig av skynken täckta av radioaktiva ämnen för färglada effekter på scen.
- Fuller dansar i en film av Segundo de Chomón på Folies Bergere 1902.
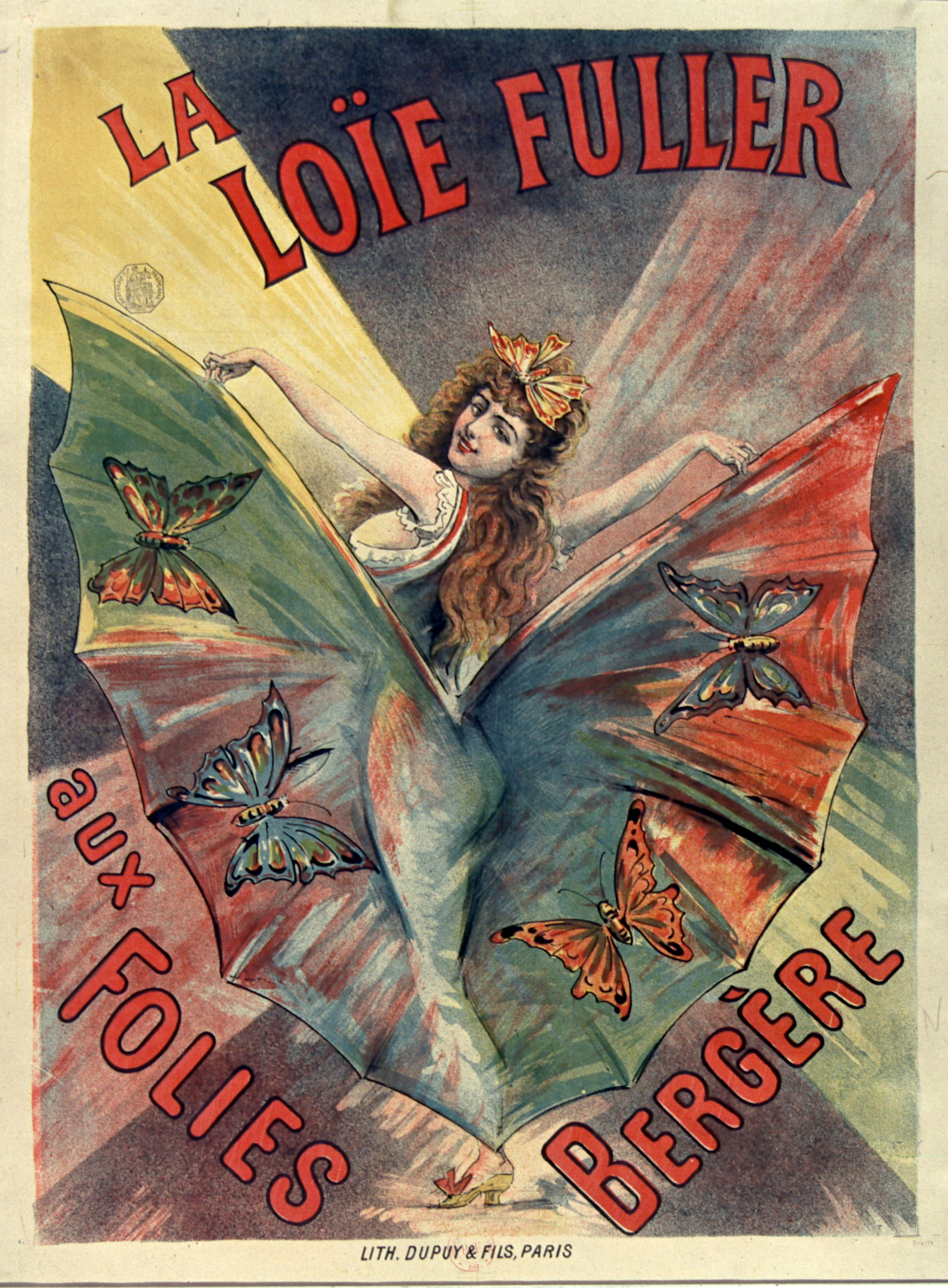
La Loïe Fuller, av Henri de Toulouse-Lautrec 1895.
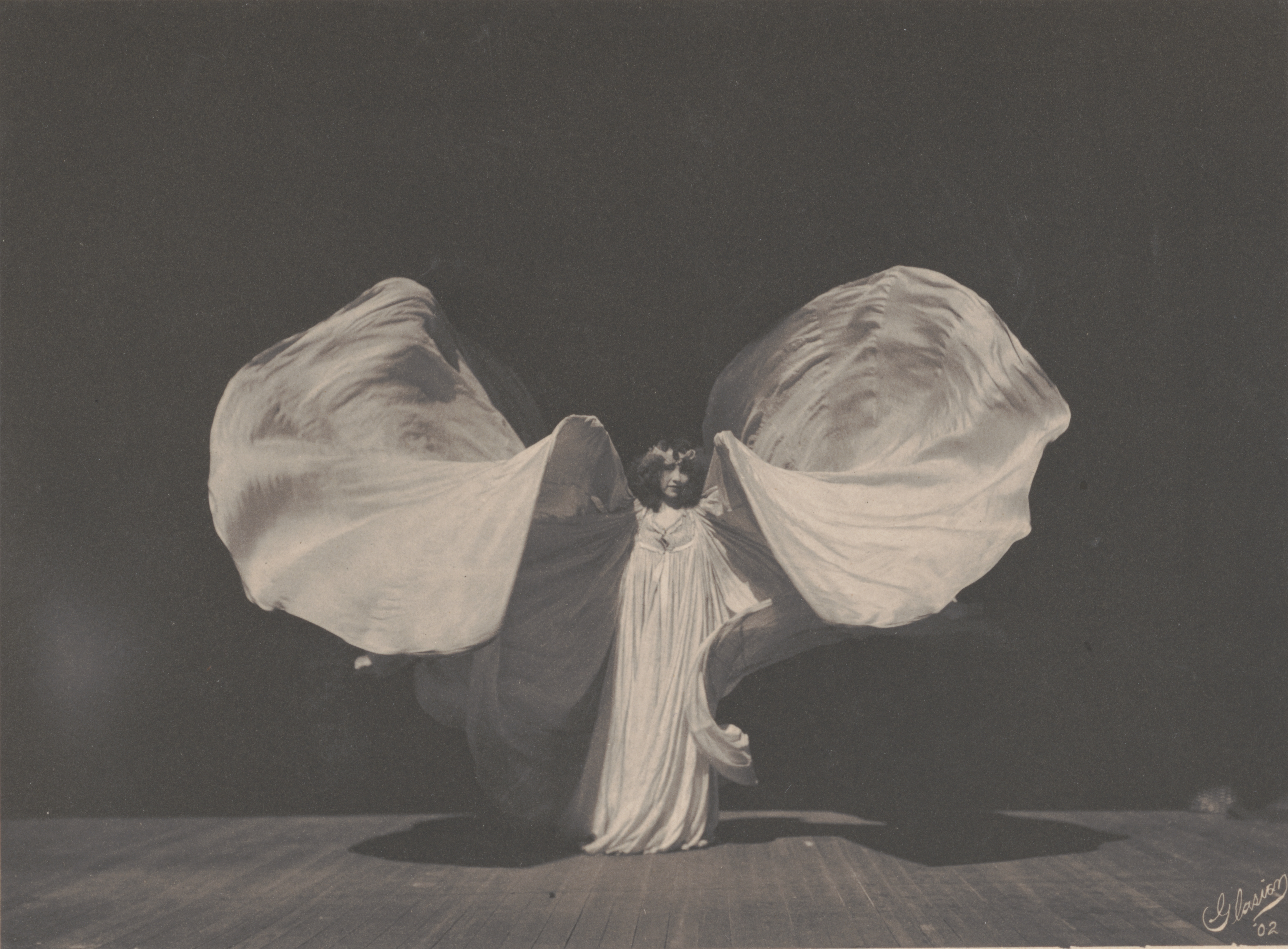
Porträtt av Fuller 1902